# حلمة (خنفر)

تعديل مصدري - تعديل

حلمه هي إحدى قرى عزلة جعار بمديرية خنفر التابعة لمحافظة أبين، بلغ تعداد سكانها 1603 نسمة حسب تعداد اليمن لعام 2004.